# Liechtenstein nos Jogos Olímpicos de Inverno de 1968
Liechtenstein participou dos Jogos Olímpicos de Inverno de 1968 na cidade de Grenoble, na França. Nessa edição dos jogos o país não teve medalhistas.